# Tranosema latiusculum
Tranosema latiusculum är en stekelart som beskrevs av Thomson 1887. Tranosema latiusculum ingår i släktet Tranosema och familjen brokparasitsteklar. Arten är reproducerande i Sverige. Inga underarter finns listade i Catalogue of Life.